# Delphos (Kansas)
Delphos – miasto w Stanach Zjednoczonych, w stanie Kansas, w hrabstwie Ottawa.